# Mykoła Wasylczenko
Mykoła Tychonowycz Wasylczenko (ukr. Микола Тихонович Васильченко, ros. Николай Тихонович Васильченко, ur. 23 lutego 1923 we wsi Jurjewo obecnie w rejonie putywelskim w obwodzie sumskim, zm. 17 września 1985 w Simejizie na Krymie) – radziecki wojskowy narodowości ukraińskiej, sierżant, Bohater Związku Radzieckiego (1945).

## Życiorys
Urodził się w ukraińskiej rodzinie chłopskiej. Skończył szkołę średnią, pracował w przedsiębiorstwie torfowym w Putywlu, od sierpnia 1941 służył w Armii Czerwonej, od września 1942 uczestniczył w wojnie z Niemcami. Walczył na Froncie Stalingradzkim, Południowym, 3 i 4 Ukraińskim i 1 Białoruskim. Jako dowódca działonu 44 Gwardyjskiej Brygady Artylerii 5 Armii Uderzeniowej 1 Frontu Białoruskiego w stopniu sierżanta wyróżnił się podczas operacji berlińskiej w kwietniu 1945, niszcząc ogniem stanowiska ogniowe wroga. Po wojnie został zdemobilizowany, pracował jako elektryk w sanatorium "Krasnyj Majak" na Krymie.

## Odznaczenia
- Złota Gwiazda Bohatera Związku Radzieckiego (31 maja 1945)
- Order Lenina
- Order Wojny Ojczyźnianej I klasy
- Order Czerwonej Gwiazdy
- Medal „Za obronę Stalingradu”
- Medal „Za obronę Odessy”
- Medal „Za wyzwolenie Warszawy”
- Medal „Za zdobycie Berlina”

I inne.